# Francesc Mora i Berenguer
Francesc Mora i Berenguer (Sagunt, 7 de setembre del 1875 - Castelló de la Plana, 24 de gener del 1961) va ser un arquitecte valencià.

## Biografia
Realitzà els primers estudis a Sagunt i el 1890 es traslladà a Barcelona per estudiar en l'Escola d'Arquitectura dirigida per Lluís Domènech i Montaner, on es titulà el 1898. Fou company d'estudis de Manuel Peris i estigué vinculat amb Bonaventura Conill durant la carrera.
Tingué un contacte molt directe amb el modernisme català, especialment amb l'obra d'Antoni Gaudí, el taller del qual freqüentava, la de Puig i Cadafalch, la de Doménech i Montaner i amb la concepció dels seus professors Antoni Maria Gallissà i Soqué i Joan Torras i Guardiola de l'arquitectura com una obra d'art total, fruit del compendi de totes les arts i oficis. Acabats els estudis, va ocupar plaça com a arquitecte municipal a Gandesa i a Tortosa.
El 1901, va guanyar per oposició el lloc d'arquitecte municipal de l'Eixample de València, que ocuparia fins al 1951, i que va combinar amb la professió lliure d'arquitecte, amb el disseny i construcció d'un bon nombre d'edificis a la ciutat de València.
El 1903, realitzà per a Manuel Gómez la casa número 31 del carrer de la Pau (casa Sagnier I, que beu de la Casa Calvet de Gaudí. El 1905, es va canviar un projecte, dissenyat en un principi per Antoni Martorell, per un altre de Mora per al mateix Manuel Gómez. Aquest edifici, ubicat al carrer de la Pau cantó amb el carrer de les Comèdies és la casa Sagnier II.
Un tercer exemple d'aquest tipus de decoració, l'ofereix en el primer projecte per a la casa Ordeig, a la plaça del Mercat, número 13, datat el 1907 i que, més tard, va ser substituït per un altre diferent d'una línia de revival goticofloral.
A partir del 1908, va iniciar una fase de revival neogòtic, els elements de la qual estaven inspirats en monuments locals d'estil gòtic. D'aquesta època, són el projecte definitiu de la casa de F. Ordeig, comentada amb anterioritat, i la construcció del Palau Municipal de l'Exposició Regional Valenciana del 1909, una combinació d'elements inspirats en els principals monuments gòtics del País Valencià.
|  |  |

A part d'aquestes construccions, Mora s'encarregà de la restauració de la porta dels apòstols de la catedral de València el 1909.
El 1910, hom va plantejar la construcció d'un Mercat Central de València i, amb això, els oportuns concursos. Mora va ser rellevat com a arquitecte municipal per poder presentar-hi un projecte de línies neomudèjars, que va ser rebutjat. Però no tot va ser dolent perquè dos anys més tard, el 1912, va aconseguir l'aprovació del seu Pla d'Eixample per a València, sobre una superfície de 1.300 hectàrees.
Ja el 1913 va projectar la seua obra mestra per excel·lència: el Mercat de Colom, que va finalitzar l'any 1916. Un any abans, el 1915, va ser nomenat acadèmic de número de la Reial Acadèmia de Belles Arts de Sant Carles de València.
|  |  |

Anys més tard, va participar en obres d'estil francés, com les dues cases bessones per a Carmen Ortiz de Taranco al carrer Mestre Gozalbo, del 1924, i serà l'introductor del purisme amb obres com la del Banc Hispanoamericà, al carrer de les Barques, construït el 1925 i enderrocat el 1970.
Del 1925, data un dels seus últims projectes: l'Escola Industrial, de la qual era professor, però que no es va construir fins més tard, i patí diverses reformes.
Des del 1920 fins a la seua mort, va participar activament en congressos professionals, i va tenir una intensa vida social i de representació; fou degà del Col·legi d'Arquitectes de València i president del Consell superior de Col·legis d'Arquitectes de l'estat espanyol.
Francesc Mora i Berenguer va morir en accident d'automòbil en companyia del seu fill Carlos Mora Ortiz de Taranco, el 24 de gener del 1961 quan tenia 85 anys.

## Obres representatives a la ciutat de València
1903

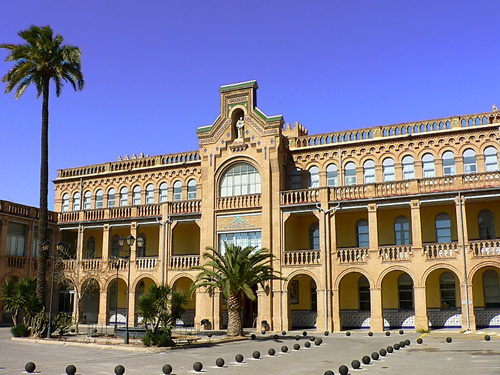
Asil de Sant Joan de Déu

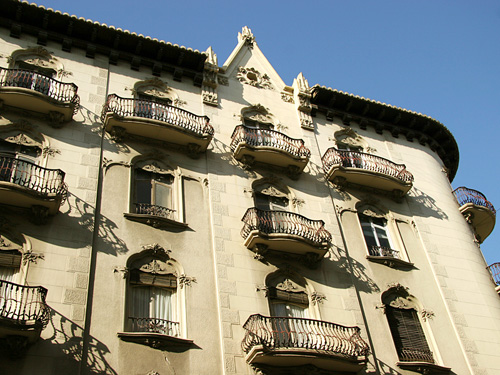
Casa Sagnier I, carrer de la Pau amb Bonaire

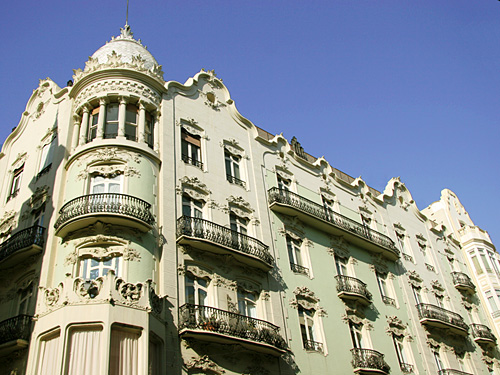
Casa Sagnier II, carrer de la Pau amb Comèdies

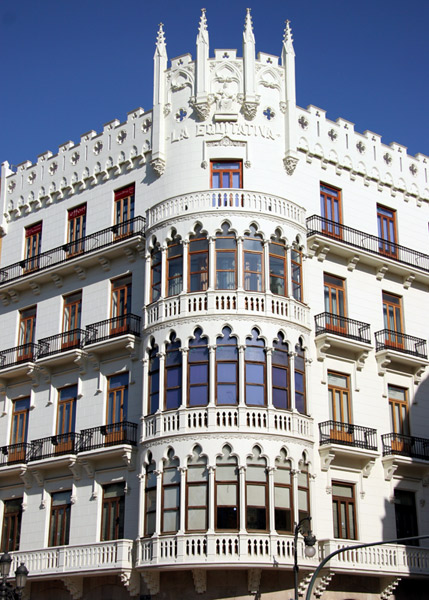
Casa Suay, plaça de l'Ajuntament

- Església parroquial de la Concepció (La Punta).[2]
- Casa per a Manuel Gómez al carrer de la Pau, núm. 31 (Casa Sagnier I).

1904
- Casa de Vicent Dalfó, al carrer de la Corretgeria núm. 11 i 13.
- Casa per a Gregori Vega, al carrer Fresquet.

1905
- Projecte per a la façana de l'Ajuntament, en col·laboració amb Carbonell.
- Casa al carrer de la Pau amb Comèdies (Casa Sagnier II).

1907
- Hospital Asil de Sant Joan de Déu, a la platja de la Malva-rosa.
- Casa per a F. Ordeig, a la plaça del Mercat, núm.13.

1908
- Casa i capella per al pastor protestant Jan Uhr, al carrer Palma, núm. 5.

1909
- Palau Municipal per a l'Exposició Regional Valenciana.
- Casa Noguera, a la plaça de l'Ajuntament, núm. 22.
- Edifici Suay Bonora, a la plaça de l'Ajuntament, núm. 24.
- Restauració de la porta dels Apòstols de la catedral de València.

1910
- Projecte del Mercat Central.

1911
- Casa de la Democràcia, al carrer de Correus, núm. 11.

1913
- Mercat de Colom.
- Magatzems per a Antoni Noguera a la carretera de Madrid.
- Reformes per a Teresa Martínez a la carretera d'Ademús.

1922
- Reforma de la façana de l'Ateneu Mercantil.

1924
- Reformes interiors de l'Ajuntament.
- Dues cases per a Carmen Ortiz de Taranco, al carrer Mestre Gozalbo.

1925
- Projecte per a l'Escola Industrial.
- Banc Hispanoamericà, al carrer de les Barques, núm. 8, demolit.